# Fédération de Nouvelle-Zélande de hockey sur glace
La Fédération de Nouvelle-Zélande de hockey sur glace est une organisation de hockey sur glace et a comme nom New Zealand Ice Hockey Federation. Elle est l'organisme chargé du hockey sur glace en Nouvelle-Zélande, que ce soit international ou national.

## Principaux Championnats

### Masculin
- NZIHL

### International
- Équipe de Nouvelle-Zélande de hockey sur glace
- Équipe de Nouvelle-Zélande de hockey sur glace féminin